# 一般化座標系
一般化座標系（いっぱんかざひょうけい、英: generalized coordinate system）は、解析力学において、特定の条件に順ずる物体の運動について、その位置を表すのになるべく少ない変数を用いて、簡単で直観的に扱うことができるように、角度や既知の任意の曲線上の距離で表される変数によって表される座標系である。
単に一般座標、または正準座標とも呼ばれる。
デカルト座標系に対して用いられ、これを包括する。

## 概要
一般化座標は、一般に、位置を一義的に指定する量 {\displaystyle q_{n}}{\displaystyle (n=1,2,3,...)} で表され、多粒子系についても番号を続けて用いることでそれを表す。
例えば、円周上に限られた運動を例にとると、これは一般に平面上（2次元）の運動なので、ニュートン力学で用いられるデカルト座標では変数が2つ必要であるが、円の半径が定まっていればこの運動の位置は角度または円周上の距離の1変数のみで表すことができる。これを変数にとれば都合が良いので、一般化座標として用いることができる。
ただし、ニュートンの運動方程式は直線上に平行投影された座標系上でのみ成り立つので、この一般化座標を直接用いることはできず、平行でない二つの座標軸に平行な方向にそれぞれ必要である。
一般化座標に対する運動方程式は、エネルギーの関係を利用したラグランジュ方程式である。